# Catherine Mturi-Wairi
Catherine Mturi-Wairi là một kế toán viên và quản trị kinh doanh người Kenya. Bà từng là Giám đốc điều hành của Kenya Ports Authority (KPA). Bà được bổ nhiệm vào chức vụ đó vào ngày 12 tháng 7 năm 2016 và đã phục vụ như Quyền Giám đốc điều hành từ tháng 2 năm 2016. Giám đốc điều hành của Cảng Kenya, Catherine Mturi-Wairi đã từ chức vào ngày 9 tháng 6 năm 2018, chỉ một tuần sau khi được chính thức chức vụ Giám đốc điều hành, chấm dứt sự nghiệp 25 năm tại cơ quan này.

## Bối cảnh và giáo dục
Bà sinh ra ở Kenya vào năm 1968. Bà học tại Đại học Quốc tế Hoa Kỳ Châu Phi ở Nairobi, tốt nghiệp Cử nhân Khoa học Tài chính. Sau đó, bà có bằng Thạc sĩ quản trị kinh doanh từ cùng một trường đại học. Bà cũng là một Kế toán viên được Chứng nhận và là Thư ký Công chứng. Bà cũng là một nhà tư vấn SAP về Tài chính.

## Nghề nghiệp
Năm 1993, bà tham gia KPA với tư cách là một kế toán viên trẻ và đã làm việc ở đó liên tục kể từ đó. Trước đây bà từng là Quản lý Kế toán Quản trị, Giám đốc Tài chính Kế toán và Quản lý Tài chính. Vào ngày 9 tháng 2 năm 2016, dưới chức danh Tổng Giám đốc Tài chính, bà được bổ nhiệm làm Quyền Giám đốc Điều hành, thay thế Gichiri Ndua, người cùng với các nhân sự hàng đầu khác tại KPA, đã được miễn nhiệm vụ của mình do các cáo buộc tham nhũng. Vào ngày 12 tháng 7 năm 2016, bà được xác nhận là Giám đốc điều hành chính thức của Cơ quan cảng Kenya.

## Trách nhiệm khác
Catherine Mturi-Wairi là giám đốc không điều hành của Sidian Bank, một ngân hàng thương mại cỡ trung bình của Kenya.